# کپور شکارگر
کپور شکارگر (نام علمی: Chanodichthys erythropterus) نام یک گونه از تیره کپورماهیان است.